# Svetlîi
Svetlîi (in gagauzo Svetlıy, in russo Светлый) è un comune della Moldavia situato nella Gagauzia di 2.271 abitanti al censimento del 2004.

## Società

### Evoluzione demografica
In base ai dati del censimento, la popolazione è così divisa dal punto di vista etnico:
| Etnia       | Abitanti | %     |
| ----------- | -------- | ----- |
| Moldavi     | 326      | 14,35 |
| Ucraini     | 319      | 14,05 |
| Russi       | 235      | 10,35 |
| Gagauzi     | 805      | 35,45 |
| Bulgari     | 549      | 24,17 |
| Rumeni      | 0        | 0     |
| Altre etnie | 37       | 1,63  |

## Località
Il comune è formato dall'insieme delle seguenti località (popolazione 2004):
- Svetlîi (1.883 abitanti)
- Alexeevca (388 abitanti)